# Roberto Rossellini
Roberto Gastone Zeffiro Rossellini (Roma, 8 maggio 1906 – Roma, 3 giugno 1977) è stato un regista, sceneggiatore e produttore cinematografico italiano.
È stato uno dei più importanti registi della storia del cinema italiano, che ha contribuito a rendere noto al mondo con pellicole quali Roma città aperta (1945), Paisà (1946) e Germania anno zero (1948), che fanno di lui uno dei padri del neorealismo. Durante la sua carriera vinse alcuni dei più importanti premi cinematografici tra cui la Palma d'oro al Festival di Cannes, il Leone d'oro al Festival di Venezia e cinque Nastri d'argento; a questi si aggiunge anche una candidatura ai Premi Oscar. Registi come François Truffaut e Martin Scorsese hanno più volte affermato di essere stati influenzati dal cinema di Rossellini e di vedere in lui un maestro, mentre Otto Preminger ebbe a dire che «la storia del cinema si divide in due ere: una prima e una dopo Roma città aperta».

## Biografia
Rossellini nacque a Roma l'8 maggio del 1906, figlio del costruttore Angiolo Giuseppe "Beppino" Rossellini, di origini toscane, e della casalinga Elettra Bellan, originaria di Porto Viro (in provincia di Rovigo). Primogenito, trascorse con il fratello Renzo e le sorelle Marcella e Micaela l’adolescenza in ambienti liberali e colti, nonché fervidamente antifascisti. Crebbe in via Ludovisi e conseguì la maturità classica al liceo ginnasio Tasso.
Il padre di Rossellini costruì la prima sala cinematografica di Roma, il Barberini (in pratica, un teatro nel quale si potevano proiettare film), garantendo a Roberto un accesso illimitato; Rossellini iniziò a frequentare il cinema in giovanissima età. Quando suo padre morì, lavorò come montatore, e per un certo periodo sperimentò tutti i lavori accessori legati alla creazione dei film, acquisendo competenza in ogni campo.
Nel 1936 sposò Marcella De Marchis, scenografa e costumista, con la quale collaborò a lungo anche dopo la rottura del matrimonio. Da questa unione nacque Romano, morto nel 1946 a soli 9 anni, poi nel 1941 il figlio Renzo jr.. Nel 1938 Roberto realizzò il suo primo documentario, Prélude à l'aprés-midi d'un faune. Dopo questa uscita, venne chiamato ad assistere Goffredo Alessandrini nella realizzazione di Luciano Serra pilota, uno dei film italiani di maggior successo della prima metà del XX secolo.
Nel 1940 venne chiamato ad assistere Francesco De Robertis in Uomini sul fondo. La sua stretta amicizia, nonostante le vedute politiche opposte, con Vittorio Mussolini, figlio del Duce e responsabile per il cinema, è stata interpretata come una ragione possibile del perché venne preferito ad altri apprendisti. Da segnalare Fantasia sottomarina il corto sperimentale girato nel 1939 per la Genepesca utilizzando solo due acquari nella sua casa di Ladispoli.

### Gli anni della guerra
Alcuni autori descrivono la prima parte della sua carriera come una sequenza di trilogie. Il suo primo film da regista, La nave bianca (1941), di propaganda fascista, venne sponsorizzato dal centro per la propaganda audiovisiva del Dipartimento della Regia Marina, ed è il primo lavoro della cosiddetta Trilogia della guerra fascista di Rossellini, assieme a Un pilota ritorna (1942) e L'uomo dalla croce (1943). A questo periodo ambiguo del regista risale l'amicizia e la collaborazione con Federico Fellini e Aldo Fabrizi. Frequenta la trattoria Osteria Fratelli Menghi, punto d'incontro per pittori, poeti, ma soprattutto giovani registi e sceneggiatori come Ugo Pirro, Franco Solinas e Giuseppe De Santis.
Con la fine del regime fascista nel 1943, a soli due mesi dalla liberazione di Roma, Rossellini provò a rinnegare le sue opere figlie e autrici di ideologia fascista, mentre stava già preparando Roma città aperta su un soggetto di Sergio Amidei (con Fellini che lo assisteva alla sceneggiatura e Fabrizi che recitava nella parte del sacerdote). Questo film drammatico non ebbe un successo immediato in Italia, anzi fu un successo di ritorno dagli Stati Uniti e dalla Francia. Rossellini aveva così iniziato la sua cosiddetta Trilogia della guerra antifascista o Trilogia neorealista, il secondo titolo della quale fu Paisà, girato in sei episodi con attori non professionisti tra Napoli, Maiori in costiera amalfitana, un convento sull'Appennino e il Delta del Po. Terzo film della Trilogia neorealista fu Germania anno zero (1948), e girato nel settore francese di Berlino.
Anche qui, Rossellini preferì degli attori non-professionisti, ma non fu in grado di trovare una faccia che ritenesse "interessante". Rossellini posizionò una cinepresa nel centro di una piazza, come aveva già fatto per Paisà, ma fu sorpreso del fatto che nessuno si avvicinasse per guardare. Come dichiarò in un'intervista: "Al fine di creare realmente il personaggio che uno ha in mente, è necessario che il regista si impegni in una battaglia con i suoi attori, che normalmente finisce con la sottomissione ai loro desideri. Siccome non voglio sprecare le mie energie in questo tipo di battaglia, io uso attori professionisti solo occasionalmente".
Si è supposto che uno dei motivi del suo successo, sia il fatto che Rossellini riscrisse i copioni in base ai sentimenti e alle storie degli attori non-professionisti. L'accento regionale, il dialetto, e i costumi, venivano mostrati nel film come se fossero nella vita reale. Dopo la Trilogia Neorealista, Rossellini produsse due film oggi classificati come "di transizione": L'Amore (con Anna Magnani) e La macchina ammazzacattivi entrambi girati a Maiori in costiera amalfitana, sulla capacità del cinema di ritrarre realtà e verità (che richiama alla Commedia dell'Arte).

### Ingrid Bergman e la Nouvelle Vague

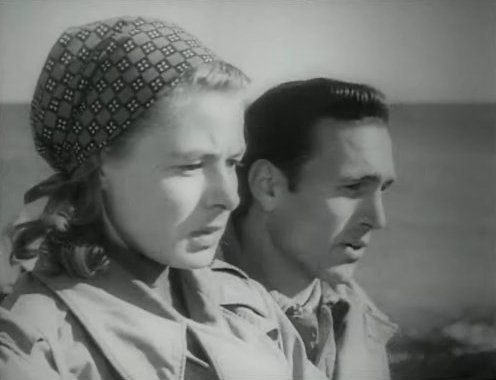
Ingrid Bergman e Mario Vitale in Stromboli terra di Dio (1950)

Nel 1948 Rossellini riceve una lettera da un'attrice straniera che gli si propone per lavorare con lui:
ho visto i suoi film Roma città aperta e Paisà e li ho apprezzati moltissimo. Se ha bisogno di un'attrice svedese che parla inglese molto bene, che non ha dimenticato il suo tedesco, non si fa quasi capire in francese, e in italiano sa dire solo 'ti amo', sono pronta a venire in Italia per lavorare con lei.

Ingrid Bergman»
Con questa lettera ebbe inizio una delle più popolari storie d'amore del mondo del cinema, fra Ingrid Bergman e Rossellini, entrambi all'apice della loro popolarità. Questa relazione causò grande scandalo nell'ambiente del cinema (Rossellini e la Bergman erano entrambi sposati con altre persone); in particolare Hollywood non perdonava al regista italiano di aver sottratto all'industria cinematografica americana la sua più grande diva. Lo scandalo si intensificò alla nascita del loro primo figlio, Robertino, e in seguito delle due gemelle (Isabella e Isotta).
La collaborazione tra Rossellini e Bergman iniziò nel 1949 per Stromboli - Terra di Dio (girato sull'isola di Stromboli, il cui vulcano eruttò durante le riprese), e nel 1950 per Europa '51. Nel 1954 il film Viaggio in Italia, aspramente attaccato dalla critica italiana, diede a Rossellini l'occasione di entrare in contatto con i giovani cinefili francesi che avrebbero poi dato vita alla Nouvelle Vague. Fu proprio François Truffaut a contattare Rossellini informandolo che in Francia il film era distribuito in una versione completamente rimaneggiata; a partire da quel primo contatto Rossellini strinse profonde relazioni con François Truffaut, Jean-Luc Godard, Jacques Rivette, Claude Chabrol e Éric Rohmer, allora tutti critici della rivista Cahiers du cinéma e la sua influenza fu fondamentale nel loro passaggio dietro la macchina da presa. Andrè Bazin, fondatore della rivista, descrisse lo stile rosselliniano come uno schizzo, un abbozzo. Caratteristico del regista italiano era infatti l'apparente mancanza di preparazione, spesso mancava una sceneggiatura completa o un'attenta costruzione della scena. Il cinema di Rossellini appare così più vicino alla realtà dove l'assenza di una marca stilistica è indice di modernità. Per questo motivo egli fu un'ispirazione per i cineasti della Nouvelle Vague.

### Il passaggio dal cinema alla televisione
Il primo lavoro di Roberto Rossellini per la TV è Psychodrame del 1956, con la conduzione psicodrammatica di Jacob Levi Moreno padre della psicoterapia di gruppo e di Anne Ancelin Schutzenberger. L’esperimento (prodotto e mai trasmesso dalla Radiodiffusion-télévision francaise) del maestro del neo-realismo costituisce il prototipo dello “Psicocinema” teorizzato in America da Moreno che sarà realizzato e messo in onda in Italia dalla Rai cinquanta anni dopo col programma Da Storia nasce Storia (1991) di Ottavio Rosati con la regia televisiva di Claudio Bondì, allievo di Rossellini.
Nel 1965 Rossellini spiega il suo passaggio dal cinema alla televisione sostenendo che quest'ultimo, essendo un medium freddo e rivolto ad un pubblico di massa, potesse comunicare meglio con lo spettatore rispetto al cinema, considerato un medium caldo e regressivo. Paragonò il cinema al ventre materno, che impediva l'esperienza ed era troppo protettivo con lo spettatore. Pensa alla televisione come mezzo didattico, in grado di comunicare la storia e trasmettere cultura in modo più efficace rispetto alla scuola e ai libri.
Inizia il suo progetto enciclopedico con la geografia per poi passare alla storia: quest'ultima era fondamentale per Rossellini perché ci spiega il nostro essere, il nostro passato, presente e futuro. L'uomo è fatto di storia. Le sue opere per la televisione si possono dividere in ritratti di personaggi (Socrate, Cartesio, Pascal, Agostino d'Ippona - che fanno parte della serie I filosofi - e Luigi XIV) e ritratti d'epoca (L'età di Cosimo de' Medici, Atti degli apostoli).
I ritratti d'epoca differiscono dai primi perché molto più lunghi e specifici mentre i ritratti dei personaggi seguono un'idea. Ad eccezione di Socrate e di Cosimo le vicende dei personaggi si svolgono in un arco di tempo di 20-30 anni.
I suoi film televisivi possono essere considerati parte di un progetto enciclopedico, quasi che i film facessero parte della stessa opera. La presa di potere di Luigi XIV è l'unico film televisivo proiettato anche nelle sale cinematografiche ed è l'unico film non doppiato. Tutti i film, ad eccezione di quest'ultimo, sono doppiati. Questo processo era tipico del secondo dopoguerra e Rossellini lo applica per scarnificare l'attore, lo fa parlare con un libro, lo priva di sentimenti. Nei film televisivi inizia a fare uso dello zoom ed è sempre presente come costante il piano sequenza.

### Umanesimo, didattica ed enciclopedismo

Mario Monicelli e Roberto Rossellini al Festival del cinema di Venezia nel 1959

Il tumultuoso matrimonio con Ingrid Bergman si concluse nel 1957, anno in cui Rossellini compì un lungo viaggio in India su invito di Jawaharlal Nehru, primo ministro indiano, dal quale tornò con un film per il cinema, India - Matri Bhumi, un documentario per la televisione, L'India vista da Rossellini, e una nuova compagna, Sonali Dasgupta, 26enne sceneggiatrice e moglie del regista Haridashan Dasgupta, che lo seguì in Italia con il piccolo figlio Arjun. In seguito Rossellini adottò il figlio di Sonali, che prese nome Gil e che in seguito lavorò con Martin Scorsese e Sergio Leone, divenendo un apprezzato documentarista. Rossellini e Sonali ebbero insieme un'altra figlia: Raffaella Rossellini (1958-), danzatrice e coreografa.
Nel periodo immediatamente successivo al viaggio in India, Rossellini ritornò sui temi della seconda guerra mondiale con i film Il generale Della Rovere (grazie al quale si aggiudicò il Leone d'Oro al miglior film al Festival di Venezia ex aequo con La grande guerra di Mario Monicelli) ed Era notte a Roma. Ma gli interessi dell'autore in quegli anni si erano definitivamente focalizzati: Rossellini iniziò infatti a concepire un grande progetto didattico-umanistico per l'utilizzo dei mass media audiovisivi. Ne è un esempio in embrione Viva l'Italia, film sulla Spedizione dei Mille girato nel 1960, in cui Rossellini si sforzava di raccontare la storia in modo obiettivo, con la massima aderenza ai documenti.

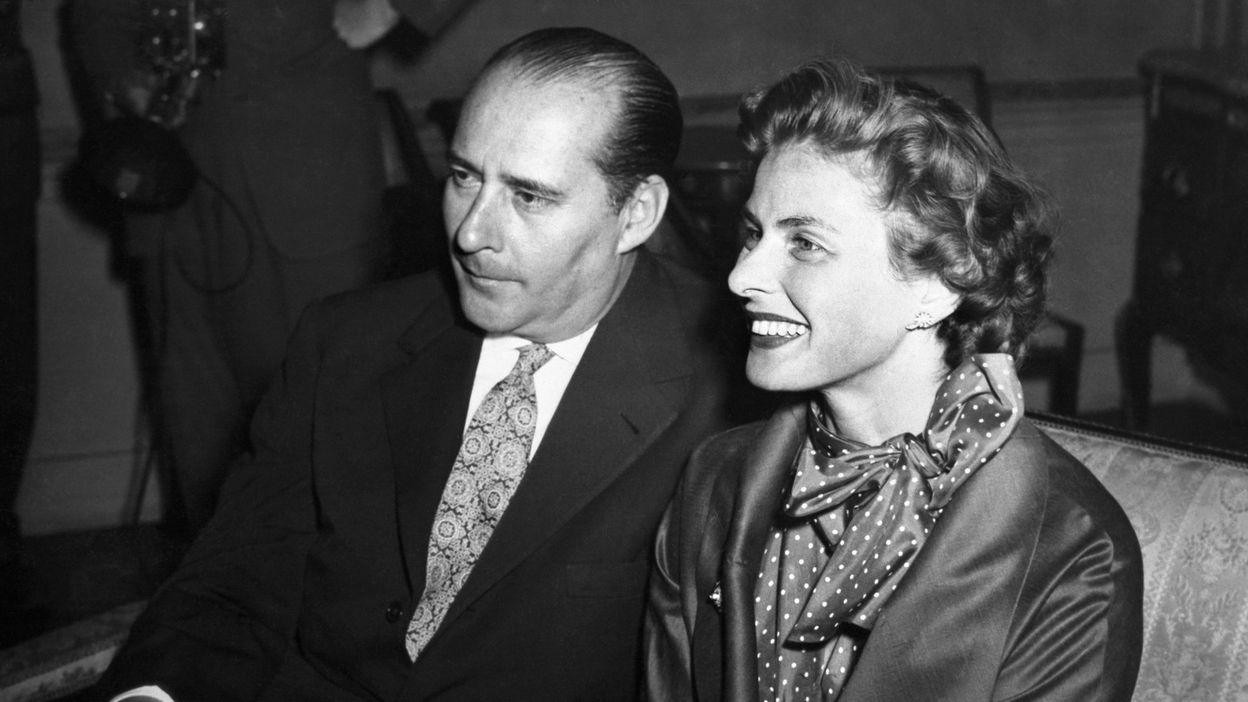
Rossellini con Ingrid Bergman

Bergman e Rossellini

In quegli anni l'autore giunse a formalizzare il suo progetto alla cui realizzazione avrebbe dedicato il resto della sua carriera e della sua vita: un'enciclopedia di stampo scientifico e didattico costruita sfruttando le potenzialità offerte dallo sviluppo tecnologico, in particolare le capacità narrative dei mezzi audiovisivi e il potenziale comunicativo del broadcast televisivo. Il suo progetto enciclopedico si fondava sugli studi vastissimi che Rossellini aveva compiuto e continuò a compiere su autori, filosofi e scienziati come Leon Battista Alberti, Socrate, Cartesio, Comenio, che negli anni sarebbero stati i personaggi che avrebbe messo in scena nei suoi film.
Il primo vero esperimento nella realizzazione del suo progetto didattico fu L'età del ferro, serie televisiva in sei puntate mandata in onda dalla Rai nel 1964. Dopo questa prima esperienza Rossellini faticò a trovare finanziatori fino al 1966, anno in cui venne chiamato dalla televisione francese a dirigere La prise de pouvoir par Louis XIV, film che riscosse un ampio quanto sorprendente successo di pubblico e di critica.
Fra il 1968 e il 1974 Rossellini fu impegnatissimo nel portare il più avanti possibile il suo progetto didattico e realizzò una serie impressionante di film cercando di coprire in modo enciclopedico i momenti chiave della storia dell'evoluzione della civiltà occidentale attraverso il racconto delle idee e degli uomini che la hanno guidata. La grande esperienza di regista e il suo inimitabile metodo di lavoro permisero a Rossellini in soli cinque anni di realizzare per la televisione (dal 1969 al 1974, anno di uscita di Cartesius) film per una durata complessiva di oltre trenta ore. I suoi ultimi due film (anch'essi facenti parte del progetto enciclopedico) tornò a realizzarli per il cinema.
La passione e la dedizione con la quale Rossellini si impegnò nella realizzazione di questo imponente progetto umanistico lo portarono a cercare metodi alternativi nella produzione e nella distribuzione dei film, a perfezionare il suo metodo di lavoro nella direzione degli attori e nella messa in scena e persino ad ideare e sperimentare nuove soluzioni tecniche per la realizzazione dei film (come l'utilizzo dell'"Effetto Schüfftan" o del Pancinor) e per la loro diffusione (arrivò a brevettare nei primi anni settanta un sistema ottico di videoriproduzione a cassetta precursore del videoregistratore).
Autore di vocazione multimediale (ripeteva ostinatamente di non essere un cineasta, sia per prendere le distanze dall'industria cinematografica in cui mai era stato a suo agio, sia per non venire incasellato in una categoria) oltre che per il cinema e la televisione diresse alcuni spettacoli per il teatro e scrisse diversi libri di stampo saggistico.

### Morte e sepoltura
Morì a Roma il 3 giugno 1977 in seguito ad un attacco cardiaco. La camera ardente fu allestita nella Casa della Cultura in largo Arenula 26; alle esequie, dopo tre giorni, filmate dalla Rai con telecamera in bianco e nero, presso la chiesa di San Carlo ai Catinari, erano presenti autorità istituzionali, tra le quali il presidente della Democrazia Cristiana Aldo Moro. È sepolto presso il cimitero del Verano di Roma.

## Filmografia

Roberto Rossellini durante le riprese de Il generale Della Rovere (1959)

Sulla filmografia completa di Rossellini il dibattito tra gli studiosi è ancora aperto: quella riportata di seguito è una delle filmografie ritenute più attendibili.

### Cinema

#### Cortometraggi
- Daphne (1936)
- Prélude à l'après-midi d'un faune (1937)
- La vispa Teresa (1939)
- Il tacchino prepotente (1939)
- Fantasia sottomarina (1940)
- Il ruscello di Ripasottile (1941)

#### Lungometraggi
- La nave bianca (1941)
- Un pilota ritorna (1942)
- L'uomo dalla croce (1943)
- Roma città aperta (1945)
- Desiderio (1946, co-regia con Marcello Pagliero)
- Paisà (1946)
- Germania anno zero (1948)
- L'amore (1948)
- Stromboli (Terra di Dio) (1950)
- Francesco, giullare di Dio (1950)
- I sette peccati capitali, episodio Invidia (1952, co-regia con Eduardo De Filippo, Yves Allégret, Claude Autant-Lara, Jean Dréville, Georges Lacombe e Carlo Rim)
- La macchina ammazzacattivi (1952)
- Europa '51 (1952)
- Siamo donne, episodio Ingrid Bergman (1953, co-regia con Alfredo Guarini, Gianni Franciolini, Luigi Zampa e Luchino Visconti)
- Viaggio in Italia (1954)
- Amori di mezzo secolo, episodio Napoli 1943 (1954, co-regia con Glauco Pellegrini, Mario Chiari, Pietro Germi ed Antonio Pietrangeli)
- Dov'è la libertà...? (1954)
- La paura (1954)
- Giovanna d'Arco al rogo (1954)
- India - Matri Bhumi (1959)
- Il generale Della Rovere (1959)
- Era notte a Roma (1960)
- Viva l'Italia (1961)
- Vanina Vanini (1961)
- Anima nera (1962)
- Ro.Go.Pa.G., episodio Illibatezza (1963, co-regia con Jean-Luc Godard, Pier Paolo Pasolini ed Ugo Gregoretti)
- Anno uno (1974)
- Il Messia (1975)

### Televisione
- Psychodrame Archiviato il 28 marzo 2020 in Internet Archive. (su Jacob Levi Moreno, 1956 - Radiodiffusion-télévison francaise)
- L'India vista da Rossellini (documentario TV in dieci episodi, 1959)
- Torino nei cent'anni (TV, 1961)
- L'età del ferro (TV, 1964)
- La presa del potere da parte di Luigi XIV (TV, 1966)
- Idea di un'isola (TV, 1967)
- Atti degli apostoli (sceneggiato TV, 1969)
- Socrate (TV, 1970)
- Rice University (1971)
- Intervista a Salvador Allende: La forza e la ragione (1971)
- Blaise Pascal (TV, 1972)
- Agostino d'Ippona (TV, 1972)
- L'età di Cosimo de' Medici (TV, 1973)
- Cartesius (TV, 1974)
- Concerto per Michelangelo (TV, 1977)
- Beaubourg, centre d'art et de culture Georges Pompidou (1977)

### Soggetti e sceneggiature
- La fossa degli angeli (non accreditato, 1937)
- Luciano Serra pilota (1938)
- Fantasia sottomarina (1940) (soggetto)
- La nave bianca (1941) (sceneggiatura)
- Un pilota ritorna (1942) (sceneggiatura)
- L'uomo dalla croce (1943) (sceneggiatura)
- Roma, città aperta (non accreditato, 1945)
- Desiderio (1946) (sceneggiatura)
- Paisà (1946)
- Germania anno zero (1948)
- L'amore, episodi Una voce umana e Il miracolo (1948) (sceneggiatura)
- L'invasore (1949) (adattamento)
- Stromboli terra di Dio (1950) (soggetto)
- Francesco, giullare di Dio (1950) (soggetto)
- Invidia (episodio de I sette peccati capitali, 1952)
- La macchina ammazzacattivi (1952)
- Europa '51 (1952) (soggetto)
- Medico condotto (1952)
- Viaggio in Italia (1954)
- Napoli '43 (episodio di Amori di mezzo secolo, 1954) (sceneggiatura)
- Dov'è la libertà...? (1954)
- La paura (non accreditato, 1954)
- Giovanna d'Arco al rogo (1954)
- India (1959) (anche soggetto)
- Il generale della Rovere (1959)
- Era notte a Roma (1960)
- Viva l'Italia (1961)
- Vanina Vanini (1961)
- Anima nera (1962) (sceneggiatura)
- Illibatezza (episodio di RoGoPaG, 1963)
- Les Carabiniers (1963)
- L'età del ferro (TV, 1964)
- Idea di un'isola (TV, 1967)
- Atti degli apostoli (miniserie TV, 1969)
- La lotta dell'uomo per la sua sopravvivenza (documentario TV in dodici episodi, 1970)
- Socrate (TV, 1970)
- Blaise Pascal (TV, 1972)
- Agostino d'Ippona (1972)
- L'età di Cosimo de Medici (TV, 1973)
- Anno uno (1974)
- Cartesius (TV, 1974)
- Il Messia (1975)
- Io, Caligola (trattamento, non accreditato, 1979)

## Riconoscimenti
- Premio Oscar
  - 1949 – Candidatura alla miglior sceneggiatura originale per Paisà
- Mostra del cinema di Venezia
  - 1959 – Leone d'oro per Il generale Della Rovere
- Festival di Cannes
  - 1946 – Palma d'oro per Roma città aperta
- Nastro d'argento
  - 1946 – Miglior film per Roma città aperta[18]
  - 1947 – Miglior film per Paisà[19]
  - 1947 – Miglior regia per Paisà[19]
  - 1960 – Miglior regia per Il generale Della Rovere

## Omaggi
- Il comune di Zagarolo gli ha intitolato una via.
- Il comune di Ladispoli gli ha intitolato la piazza principale del centro cittadino.
- I comuni di Maiori e Minori gli hanno intitolato i rispettivi plessi scolastici.